# One (Sister2Sister)
One è il primo e unico album in studio del duo musicale australiano Sister2Sister, pubblicato nel 2000.

## Tracce
1. Sister – 3:26
2. Differently – 3:24
3. Never Like That – 3:45
4. What's a Girl to Do? – 3:27
5. Tender – 3:52
6. Too Many Times – 3:17
7. How Could You Doubt Me? – 4:02
8. Friend of Mine – 4:14
9. Too Close to Heaven – 4:20
10. Count on Me – 3:57